# Moshe Zvi Segal
Moshe Zvi (Hirsch ) Segal ( hebreo: משה צבי סגל) (23 de septiembre de 1875 - 11 de enero de 1968) fue un rabino, lingüista y erudito talmúdico israelí.

## Biografía
Segal nació en Maishad, Lituania en 1875. En 1896 se trasladó con su familia a Escocia y posteriormente a Londres. Fue ordenado como rabino en 1902 y luego obtuvo un título de la Universidad de Oxford. Fue el rabino de la Congregación Hebrea Unida de Newcastle upon Tyne de 1910 a 1918, cuando fue a Eretz Israel como miembro de la Comisión Sionista con Chaim Weizmann.

## Carrera académica
En 1926 fue nombrado profesor de la Universidad Hebrea de Jerusalén, donde fue ascendido a una cátedra de Biblia y lenguas semíticas en 1939.

## Premios y reconocimientos
- En 1936 (junto con Raphael Patai) y nuevamente en 1950, Segal recibió el Premio Bialik de Pensamiento Judío.[4]
- En 1954, fue galardonado con el Premio Israel, de Estudios judaicos.[5]